# نازبالش (کتاب)
نازبالش از آثار داستانی هوشنگ مرادی کرمانی است که در سال ۱۳۸۸ برای نخستین بار چاپ شده‌است و تا سال ۱۳۹۷ به چاپ نهم رسیده‌است. این کتاب توسط انتشارات معین منتشر شده‌است.